# 최승준 (작곡가)
최승준(崔承俊, 1946 ~ , Choi Seung-Joon))은 대한민국의 작곡가로서 한국 현대음악계에서 빼놓을 수 없는중요한 인물입니다. 다양한 장르를 넘나드는 폭넓은 음악활동과 후학 양성을 통한 한국 현대음악의 발전에 크게기여했습니다. 그의 음악은 한국 전통 음악의 정서와 현대음악의 기법을 조화롭게 결합하여 독창적인 음악세계를 구축했습니다. 또한 그의 작품들은 한국적인 정서를현대적인 감각으로 표현하며, 동시에 다양한 음악적실험을 통해 새로운 음악적 가능성을 모색하고 있습니다.
서울미동초등학교(1959), 서울중학교(1962), 서울고등학교(1965), 서울대학교 음악대학 작곡과(1972), 미국의 아메리칸 컨서버토리 대학원 작곡과(1984, American Conservatory of Music)를 졸업하였으며, 서울대학교 재학중에 육군사관학교 군악대에서 군복무를 했다.(1967~1970, 병장)
중앙대학교 사범대학 부속여자중학교 음악교사(1972~1980), 계원예술고등학교 교사 및 음악과장(1980~1982), 한국교원대학교 음악교육과 교수(1985~1987), 숙명여자대학교 음악대학 작곡과 교수(1987~2011)와 음악대학 학장(2002~2004)을 역임하였다.
또한 사단법인 한국작곡가협회 이사장(2000~2004), 창악회(創樂會)회장(1995~2000), 작곡동인 소리목 회장(1989~2004), 아시아 작곡가연맹 한국위원회 자문위원등을 역임하였다.                                                           창악회 회장 재임시에는 정기발표회의 횟수를 늘리고, 여름 캠프를 시작하여 젊은 작곡학도들이 교류의 장을 마련하였고, 창작곡의 보존과 세계의 홍보를 위하여 음반(CD)제작에 힘썼습니다.                                                        한국작곡가협회 이사장 재임시에는 러시아 상트페테르부르그 작곡가연맹과 국제교류에 힘을 기울여 한국 작곡가들의 작품이 상트페테르부르크 국제음악제에서 발표하여 우리의 현대음악이 세계에 선보이도록 하였습니다.            또한 작곡동인 소리목 회장을 역임하는 동안에는 창작음악의 음반제작, 국제교류 음악회, 다양한 악기편성의 창작곡 발표에 주력하었습니다.
한국음악상(1998)과 대한민국 작곡상(1999)을 수상하였으며, 7편의 저서와 역서, 20편의 작품집, 7편의 연구논문, 12편의 음반을 출판하였고, 80회의 국내발표회와 25회의 외국발표회를 통하여 가곡 25편, 독주곡과 실내악곡 20편, 국악기를 위한곡 10편, 관현악곡 2편 등의 창작음악을 발표하였으며 다양한 악기편성을 위한 편곡작품도 많이 발표하였다.           
팀파니 독주를  위한 스포르틱 디자인(1985년 초연)>과 <4인의 타악기연주자를 위한 어린시절의 추억(1993년 초연)>이란 작품은 새로운 연주법을 사용하여 새로운 음향을 추구한 작품으로  작곡가는 물론이고 타악기 연주자들에게도  큰 자극 과 영향 을 주었다.                              
그리고 1998년에 발표된 <가야금과 장구를 위한 3개의 단편>이란 작품은 우리 정서와 현대음악이 절묘하게 어우러진 곡으로 김일륜, 이정화, 박혜윤 등 유명한 가야금 연주자들이 음반으로 출판하였다.                                       
그는 <구월이 오면>,  <살다가 보면>, <그리운 사람>  등25편 이상 가곡을 발표하였는데, 우리 말의 리듬과 음악의 리듬이 절묘하게 일치되었으며, 우리 고유의 정서가 현대적 서양음악 기법으로 드러났다는 평을 받고 있다.          
또한 <사랑의 역사>, <키사스 키사스>, <타령향정당> 등숙명가야금 앙상블을 위하여 편곡한 작품들은 일반 음악애호가는 물론 국내 가야금 연주자들에게 폭발적인 인기를 주어 전국적으로 많은 가야금 앙상블  단체가 탄생하는 계기가 되었다. 
그가 작곡, 편곡한 작품들의 악보와 음반은 국립중앙도서관과 숙명여자대학교 음악도서관에 비치되어 있다. 
현재 숙명여자대학교 명예교수, 사단법인 한국작곡가협회 명예이사장, 창악회 명예회장, 작곡동인 소리목 고문, 아시아작곡가연맹 한국위원회 자문위원으로 활동하고 있다.